# Hydrelia rubrivena
Hydrelia rubrivena är en fjärilsart som beskrevs av Alfred Ernest Wileman 1911. Hydrelia rubrivena ingår i släktet Hydrelia och familjen mätare. Inga underarter finns listade i Catalogue of Life.